# 火鉗

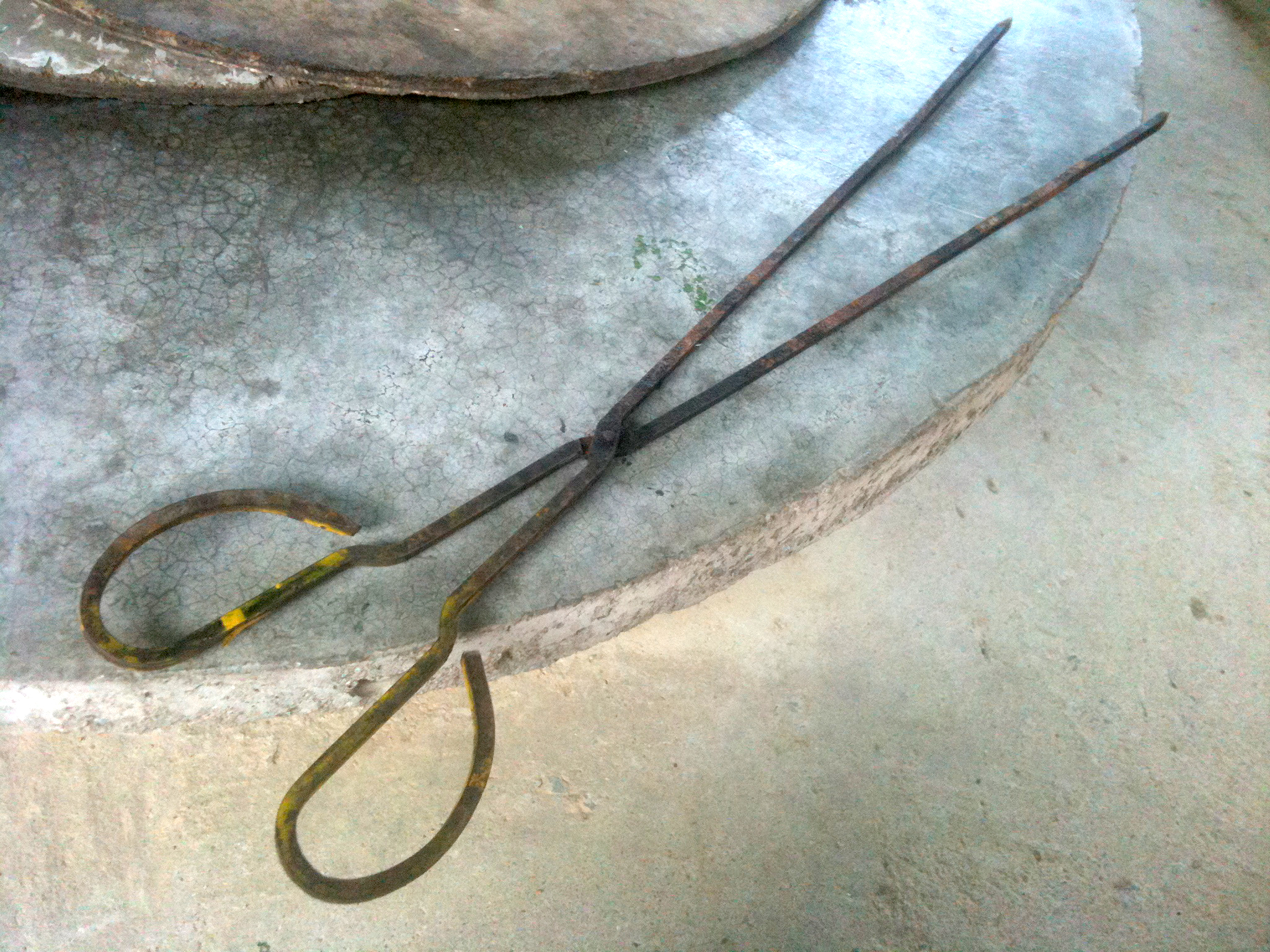
火鉗

火鉗又稱炭夾、火剪、火筴，是以前夾起或翻動正在燃燒的蜂窝煤或炭的工具，火鉗以生鐵製造，大部分火鉗40-50厘米長，用於廚房。
隨著近半世紀城市發展，家用爐灶已多轉用現多以液化石油气、天然气燃料，或者交流電推動，火鉗現多用在清理垃圾時。

## 外部連結
- 國立臺灣歷史博物館藏品─火鉗